# Alexandre Abaza
Pour les articles homonymes, voir Abaza.
 (octobre 2015).
Si vous disposez d'ouvrages ou d'articles de référence ou si vous connaissez des sites web de qualité traitant du thème abordé ici, merci de compléter l'article en donnant les références utiles à sa vérifiabilité et en les liant à la section « Notes et références ».
Le comte Alexandre Agueïevitch Abaza (en russe : Александр Агеевич Абаза), né le 24 juillet 1821 (5 août dans le calendrier grégorien) et mort le 24 janvier 1895 à Nice (France), est un homme politique russe. Il fut ministre des Finances de l'Empire russe du 27 octobre 1880 au 6 mai 1881.

## Biographie
Issu d'une vieille famille de boyards de Bessarabie (aujourd'hui en Moldavie), il est le fils d'Agueï Vassilievitch Abaza. Sorti de la faculté juridique de l'université impériale de Saint-Pétersbourg en 1839, il effectue son service militaire à partir du 13 décembre 1839, dans un régiment de hussards et participe à la Guerre du Caucase. Décoré de l'Ordre de Saint-Vladimir de 4e classe, il est démobilisé avec le grade de major le 17 juillet 1847.
Il vit sur son domaine en 1847-1857 et étudie le droit financier.
En 1860, Abaza possédait 1 696 serfs et était propriétaire de 17 300 hectares. Il épousa Alexandra Benardakïa (fille de Dimitri Gueorguevitch Benardaki et d'Anna Egorovna Kipourovna). Veuf, il épousa Ioulia Fedorovna Strubbé (cantatrice).
En 1857, il devient gentilhomme à la cour et rejoint le cercle politique et artistique de la grande-duchesse Charlotte de Wurtemberg, qui s'occupe de la promotion des grandes réformes du milieu du XIXe siècle comme l'émancipation des paysans russes.
Membre du Conseil de finances en 1865-1868, il est élu membre honoraire de l'Académie des sciences de Saint-Pétersbourg en 1876.
Alexandre Abaza fut l'un des conseillers les plus libéraux d'Alexandre II. Sans succès, il exhorta l'empereur à transformer la monarchie impériale en une monarchie constitutionnelle.
Une fois nommé ministre des finances en 1880, Abaza eut pour ambition de développer le chemin de fer, grâce à l'apport financier. Il demanda également la suppression de l'impôt sur le sel.
Après l'assassinat d'Alexandre II (1er mars 1881), le comte Abaza soutint le projet de réforme concernant l'élaboration d'une constitution en Russie. Poussé à la démission, il se retira des affaires politiques le 6 mai 1881. Sa fille Prascovie Alexandrovna était l'épouse du prince Léon Ouroussov, futur ambassadeur de la Russie impériale à Paris et à Vienne.
Son ancien hôtel particulier d'Odessa abrite aujourd'hui le musée d'art occidental et oriental de la ville.

## Décorations
- Ordre de Saint-Vladimir de 4e classe : 1843
- Ordre de Saint-Stanislas de 1re classe : 1865
- Ordre de Sainte-Anne de 1re classe : 1868
- Ordre de Saint-Vladimir de 2e classe : 1872
- Ordre de l'Aigle blanc : 1876
- Ordre de Saint-Alexandre Nevski : 1878
- Ordre de Saint-Vladimir de 1re classe : 1880
- Ordre de Saint-André : 1889